# Tüdőshalak
A tüdőshalak (Dipnoi vagy Dipneusti) a csontos halak egy alosztálya, a devon időszakban élték virágkorukat, de már a karbontól csökken a fajgazdagságuk. Jelenleg 6 fajuk ismeretes, ezek Afrikában (Protopteridae – 4 faj), Dél-Amerikában (Lepidosirenidae), és Ausztráliában (Ceratodontidae) élnek.
Páros úszóik tövi végének „izmos” jellege alapján újabban a bojtosúszójú halakkal (Coelacanthimorpha) közös csoportba vonják össze őket Sarcopterygii néven. A bojtosúszósoktól azonban a végtagok anatómiája és a belső orrnyílás hiánya alapján jelentősen eltérnek.
A tüdőshalak bélcsatornájában a cápákéhoz hasonló spirális redő húzódik. Testüket cikloid pikkelyek fedik. Vízben kopoltyúikkal lélegeznek, amelyekből 2 vagy 4 van. A légkörből történő légzésre szolgáló tüdő az úszóhólyagból alakult ki. Egy vagy két tüdővel rendelkeznek. A tüdők megléte önmagában nem tekinthető olyan tulajdonságnak, ami jelentősen megkülönböztetné a többi haltól.
Ide tartozik az afrikai gőtehal (Protopterus annectans), amely a gőtehalalakúak (Lepidosireniformes) rendjébe tartozik (korábban kéttüdősök, Dipneumones). Nyugat-Afrika mocsaras, növényekkel benőtt vizeiben élő, 1–2 m hosszú, angolnára emlékeztető tüdőshal. Páros úszója fonálszerűen vékony, úszósugár nélküli, belső vázuk nem azonos eredetű a négylábú állatok végtagjaival. Pikkelyei aprók. Kopoltyúi csökevényesek, légzésének kevesebb mint 3%-át adják, tüdeje két zsákból áll. Ebből a szempontból a dél-amerikai gőtehalakhoz hasonló, de eltér az ausztráliai tüdőshaltól (Neoceratodes forsteri), amelynek csak egy tüdeje van.
Az esős évszakban apró víziállatokkal táplálkozik, ilyenkor rakja le 3–4 mm-es ikráit is a víz fenekén, „fészekben”. Az ivadékokat a hím gondozza, friss, oxigéndús vizet legyez rájuk. A kikelő kicsiknek külső kopoltyújuk van és gőtelárvákra emlékeztetnek (innen a rend neve). A száraz évszak beköszöntével, a vizet önszántából elhagyja és kb. félméteres gödröt váj magának, összetekeredik benne, és bábbá szilárduló nyálkaburokkal védi testét a kiszáradástól. Levegőt a tok nyílásán át kap. Ez az állapota akár négy évig is eltarthat (rendszerint csak fél évre van szükség), ezalatt nemcsak a zsírszöveteiben raktározott tartalékait, hanem izomzatának egy részét is felemészti.
- Ausztráliai tüdőshal (Neoceratodus forsteri)